# Oleg Anatoljewitsch Salenko
Oleg Anatoljewitsch Salenko (russisch Олег Анатольевич Саленко; * 25. Oktober 1969 in Leningrad, Russische SFSR, UdSSR) ist ein ehemaliger Fußball-Nationalspieler, der für die Sowjetunion (U-20), die Ukraine und Russland antrat.

## Spielerkarriere

### Verein
Von 1986 bis 1988 spielte Salenko für Zenit Leningrad. In seinem ersten Jahr bei Zenit belegte die Mannschaft Platz vier in der höchsten sowjetischen Liga. Im Folgejahr sicherte man sich knapp den Klassenerhalt. Nachdem sich Salenko zum Stammspieler entwickelte, wechselte er zu Beginn des Jahres 1989 zu Ligakonkurrent Dynamo Kiew. Er war der erste sowjetische Fußballer, für den bei seinem Wechsel innerhalb des Landes eine Ablöse – 36.000 Rubel, damals etwa 55.000 $ – gezahlt wurde. Dort bildete er zusammen mit Oleh Protassow das Sturmduo des Klubs. In seinem ersten Jahr in Kiew gelangen dem Angreifer jedoch nur drei Treffer. Die Mannschaft belegte 1989 Rang drei.
Ein Jahr spätere sicherte sie sich den Sowjetischen Fußballpokal durch einen 6:1-Erfolg gegen Lokomotive Moskau. Dabei gelangen Salenko drei Treffer für sein Team. Zudem konnte man in der Liga die vier Moskauer Mannschaften ZSKA, Dynamo, Torpedo und Spartak hinter sich lassen und die Meisterschaft gewinnen. 1991, im letzten Jahr der sowjetischen Liga, endete für Salenko und Dynamo auf Rang fünf. 1992 wurde die Ukrainische Premjer-Liha ins Leben gerufen. Diese wurde in zwei Staffeln ausgetragen, wobei sich Kiew in Staffel B und Tawrija Simferopol in Staffel A durchsetzen konnte. In einem Endspiel zwischen diesen beiden Teams wurde die Meisterschaft ausgespielt. Hier unterlag Dynamo mit Salenko in der Startelf 0:1.
Nach Beendigung der Liga wechselte Salenko nach Spanien, wo er sich dem spanischen Klub CD Logroñés anschloss. Mit seinem neuen Klub spielte der Offensivakteur ständig gegen den Abstieg aus der Primera División. Im Sommer 1994 verließ er den Verein wieder und unterzeichnet beim FC Valencia. Dort konkurrierte er im Sturmzentrum mit Ljuboslaw Penew.
Nach nur einem Jahr verließ er die Stadt wieder und schloss sich den Glasgow Rangers in Schottland an, wo er nur kurz blieb und schon bald in der Türkei das Trikot von İstanbulspor AŞ trug. Zu dieser Zeit hatte er bereits Probleme mit Verletzungen, so dass er zu nur wenigen Einsätzen kam. 1999/00 versuchte er nochmals in Spanien sein Glück, ohne dem FC Córdoba richtig helfen zu können. Einen letzten Comebackversuch startete Salenko beim polnischen Klub Pogoń Stettin. Dieser scheiterte jedoch und er musste seine aktive Karriere beenden. Schließlich musste er mit erst 31 Jahren seine Karriere wegen diverser Verletzungen beenden.

### Nationalmannschaft
Salenko spielte in den Juniorenauswahlen der UdSSR, bevor er in den russischen A-Kader aufgenommen wurde. 1989 nahm der Stürmer mit der U-20 an der Junioren-Fußballweltmeisterschaft 1989 teil, wo man im Viertelfinale an Nigeria im Elfmeterschießen scheiterte. Mit fünf Treffern in vier Spielen wurde Salenko zum Torschützenkönig des Wettbewerbs.
Im Zuge des Zerfalls der UdSSR stellte sich für Salenko die Frage, für welche Nationalmannschaft er spielen sollte. Da er gerade in Kiew unter Vertrag stand, entschied er sich vorerst für die Nationalmannschaft der Ukraine. Für diese gab er am 29. April 1992 gegen Ungarn sein Debüt.
Doch bereits im Folgejahr lief der Angreifer wieder für sein Heimatland auf, als er am 17. November 1993 erstmals das Trikot der russischen Fußballnationalmannschaft trug. 1994 wurde Salenko in den Kader für die Fußball-Weltmeisterschaft 1994 berufen. Bei der WM schrieb Salenko dann Geschichte, als er gegen Kamerun (Endstand 6:1) im letzten Spiel der Vorrunde fünf Treffer erzielte und damit neben Christo Stoitschkow zum besten Torschützen der WM wurde, obwohl Russland trotz dieses Erfolges nach der Vorrunde ausschied. Mit seinen fünf Treffern in einem Spiel stellte er einen Rekord für WM-Spiele auf. Dieses Fünf-Tore-Spiel war zudem die letzte Begegnung, in der Salenko für Russland spielte. Er ist der einzige Spieler, der mit der U-20- und der A-Nationalmannschaft WM-Torschützenkönig wurde.

## Trainerkarriere
Nach seiner aktiven Karriere wurde Salenko Trainer der ukrainischen Beachsoccer-Nationalmannschaft.

## Erfolge

### Verein
- Sowjetischer Fußballpokal mit Dynamo Kiew: 1990

### Individuell
- Gewinner des Goldenen Schuhs der Fußball-Weltmeisterschaft: 1994
- Torschützenkönig der U-20-Weltmeisterschaft: 1989

## Trivia
- 2010 rückte Salenko in die Aufmerksamkeit, als bekannt wurde, dass er seinen „Goldenen Schuh“ wegen finanzieller Rückstände verkaufen möchte.[6]
- Mit fünf Treffern in einem WM-Endrunden-Spiel ist Salenko alleiniger Rekordhalter in diesem Vergleich.
- Salenko ist der einzige WM-Torschützenkönig, dessen Mannschaft schon in der Vorrunde ausschied.